# Los Ángeles (Chiriquí)
Los Ángeles es un corregimiento del distrito de Gualaca en la provincia de Chiriquí, República de Panamá. La localidad tiene 715 habitantes (2010).